# Máximo (Oviedo)
Máximo fue un religioso al que se considera, junto a su sobrino Fromestano, fundador de la ciudad asturiana de Oviedo.
Fromestano y Máximo decidieron fundar en el 761 a unos pocos kilómetros del asentamiento romano de Lucus Asturum una iglesia en honor de san Vicente a orillas de la calzada romana que unía León—Pajares—Lugo de Llanera.
La iglesia con la llegada de dos docenas de monjes se convirtió en el monasterio de San Vicente siendo su primer abad Fromestano.